# Oedipina uniformis
Espèce
Synonymes
- Ophiobatrachus vermicularis Gray, 1868
- Oedipina syndactyla Taylor, 1948
- Oedipina bonitaensis Taylor, 1952
- Oedipina inusitata Taylor, 1952
- Oedipina longissima Taylor, 1952
- Oedipina longicauda Taylor, 1952

Statut de conservation UICN

 NT  : Quasi menacé
Oedipina uniformis est une espèce d'urodèles de la famille des Plethodontidae.

## Répartition
Cette espèce est endémique du Costa Rica. Elle se rencontre entre 750 et 2 150 m d'altitude. Sa présence est incertaine au Panamá.

## Publication originale
- Keferstein, 1868 : Über einige Batrachier aus Costarica. Archiv für Naturgeschichte, Berlin, vol. 34, p. 291-300 (texte intégral).